# Хосе Пароді
Хосе Пароді (ісп. José Parodi, 30 серпня 1932, Луке — 22 серпня 2006, Асунсьйон) — парагвайський футболіст, що грав на позиції нападника, зокрема за французький «Нім-Олімпік», а також національну збірну Парагваю.

## Клубна кар'єра
У дорослому футболі дебютував 1950 року виступами за команду «Спортіво Лукеньйо» з рідного міста, в якій провів п'ять сезонів. 
1955 року був запрошений до італійського «Лаціо», проте за римську команди заграти не зміг, натомість був відданий в оренду до «Падови», а за рік став гравцем «Дженоа». Утім не став основним гравцем у жодній з італійських команд і 1957 повернувся на батьківщину, де спочатку знову грав за «Спортіво Лукеньйо», а частину 1958 року захищав кольори «Олімпії» (Асунсьйон).
Того ж 1958 року знову спробував сили в європейському футболі, приєднавшись до іспанського «Лас-Пальмаса». Відігравши три роки в Іспанії, перебрався до Франції, де протягом 1961–1967 років був серед основних нападників клубу «Нім-Олімпік».
Завершував ігрову кар'єру в іншій французькій команді «Мюлуз», за яку виступав протягом 1967—1969 років.

## Виступи за збірну
1954 року дебютував в офіційних матчах у складі національної збірної Парагваю. Протягом кар'єри у національній команді, яка тривала 5 років, провів у її формі 15 матчів, забивши 5 голів.
У складі збірної був учасником чемпіонату світу 1958 року у Швеції, де взяв участь у всіх трьох іграх групового етапу, який парагвайцям подолати не вдалося. Допоміг своїй збірній здолати збірну Шотландії (3:2) і зіграти унічию з югославами (3:3), забивши по голу у кожному із цих матчів.
Помер 22 серпня 2006 року на 74-му році життя в Асунсьйоні.

## Титули і досягнення
- Чемпіон Парагваю (2):

«Спортіво Лукеньйо»: 1952, 1953